# Jean II de Montfaucon

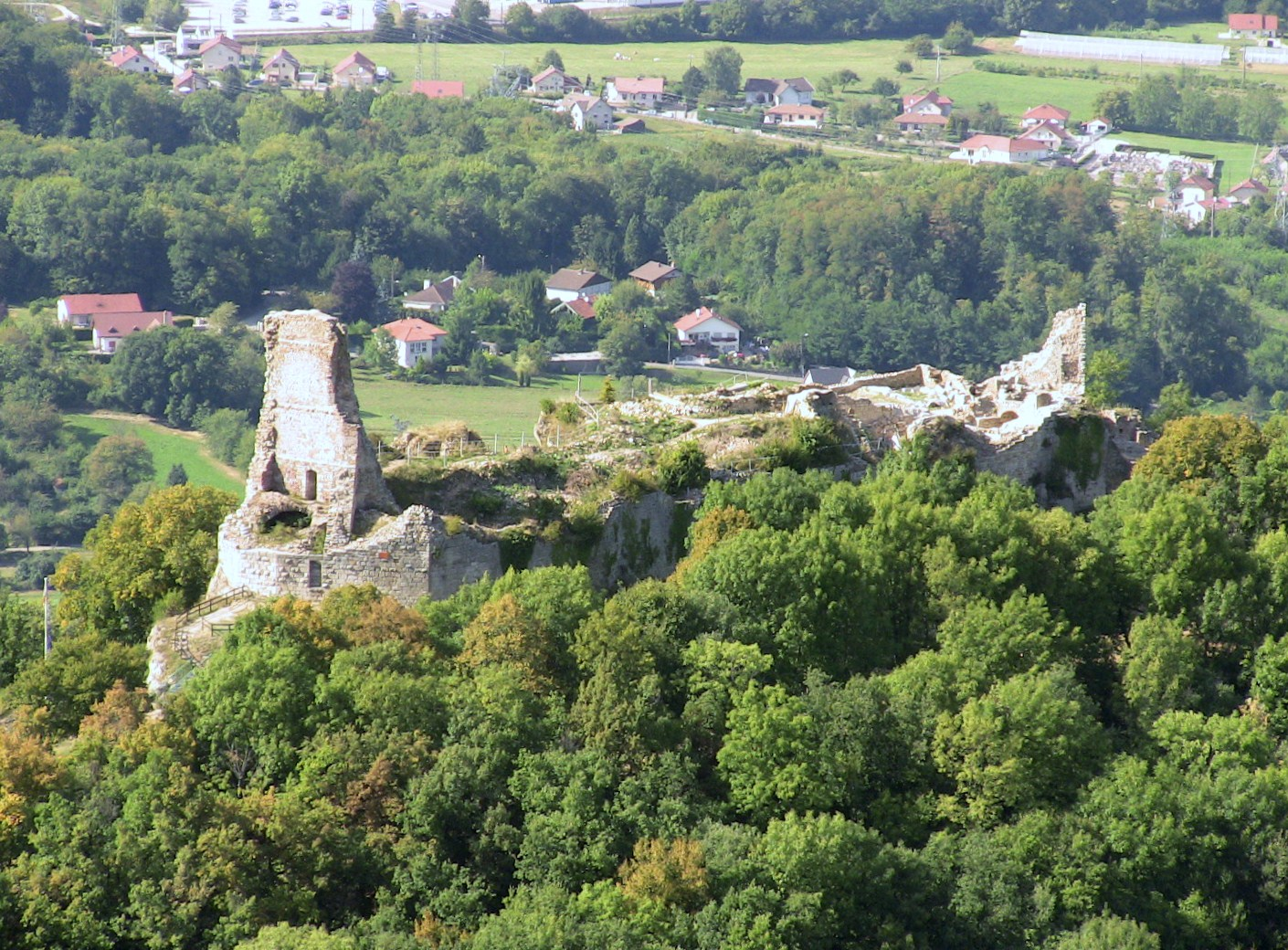
Château féodal de Montfaucon

Jean II de Montfaucon, (? - 1318), est seigneur de Montfaucon, d'Orbe et d'Échallens.

## Biographie
En 1317 il signe deux conventions avec Amédée V de Savoie, dans la première il lui cède moyennant finance les fiefs de Bavois, Corcelles, Suchy, et Yverdon mettant ainsi fin aux droits de la maison de Montfaucon dans cette région ; dans la seconde il convertit en fief ses terres d'Échallens et de Montagny-le-Corbos et les remet au comte de Savoie qui lui rend en l'investissant de la charge de ces mêmes terres. Ainsi Échallens avec son château, ses maisons-fortes, ses fiefs nobles et ses arrière-fiefs dépendant des trois maisons de Gumoëns (aujourd'hui Goumois) relève désormais de la suzeraineté du comte de Savoie. Il décède en 1318 partageant ses terres entre sa fille qui eut celles de Franche-Comté et ses frères qui reçurent celles du diocèse de Lausanne.

## Famille

### Ascendance
Il est le fils de Gauthier II de Montfaucon et de Mathilde de Chaussin.

### Mariage et succession
Il épouse vers 1300 Agnès, (? - 1348/56), dame de Vuillafans-le-Neuf, fille de Mile ou Milon de Durnes, de qui il a Jeanne. Celle-ci épouse en 1325 Louis Ier de Neuchâtel, la seigneurie de Montfaucon revient donc à son oncle Henri.

## Sources
- Frédéric Charles Jean Gingins-La Sarraz, Recherches historiques sur les acquisitions des sires de Montfaucon et de la maison de Chalons dans le pays-de-Vaud, G. Bridel, 1857 (lire en ligne), p. 87 à 99.
- Roglo, Jean II de Montfaucon, .